# نويل ولز
نويل ولز (بالإنجليزية: Noël Wells)‏ هي مونتيرة وكاتبة سيناريو ومحررة تلفزيونية ‏ ومخرجة وممثلة أمريكية، ولدت في 23 ديسمبر 1986 بسان أنطونيو في الولايات المتحدة.

## أعمال

### مسلسلات
- سيد اللاشيء[7]

## وصلات خارجية
- نويل ولز على موقع IMDb (الإنجليزية)
- نويل ولز على موقع ألو سيني (الفرنسية)
- نويل ولز على موقع ميوزك برينز (الإنجليزية)
- نويل ولز على موقع ديسكوغز (الإنجليزية)
- نويل ولز على موقع قاعدة بيانات الفيلم (الإنجليزية)
- نويل ولز على موقع كينوبويسك (الروسية)